# Stade Michel-Amand
 (septembre 2022).
Si vous disposez d'ouvrages ou d'articles de référence ou si vous connaissez des sites web de qualité traitant du thème abordé ici, merci de compléter l'article en donnant les références utiles à sa vérifiabilité et en les liant à la section « Notes et références ».
Pour les articles homonymes, voir La Pépinière.
Le stade Michel Amand, anciennement appelé stade de la Pépinière est un stade de football situé à Buxerolles, dans la proche banlieue de Poitiers. Il accueille les matchs à domicile du Stade Poitevin Football Club.

## Histoire
Le projet de la Pépinière apparaît à la fin des années 1970 dans le but de créer un pôle sportif sur l'agglomération de Poitiers mais aussi d'aménager un territoire en forte évolution entre une ville centrale qui perd sa population et la commune de Buxerolles en croissance avec la multiplication des zones pavillonnaires. La surcharge du vieux stade Paul-Rébeilleau (rugby, athlétisme, football), principal stade de la ville de Poitiers, amène à créer un stade de football dès 1980 sur le site de la Pépinière, quartier du sud est de Buxerolles, limitrophe de Poitiers et proche de la ZUP des Couronneries. La tribune d'honneur et le Dojo sont lancés en construction en 1986 et s'achève en 1989, ce bâtiment commun marque l'esprit omnisports donné au futur pôle sportif.

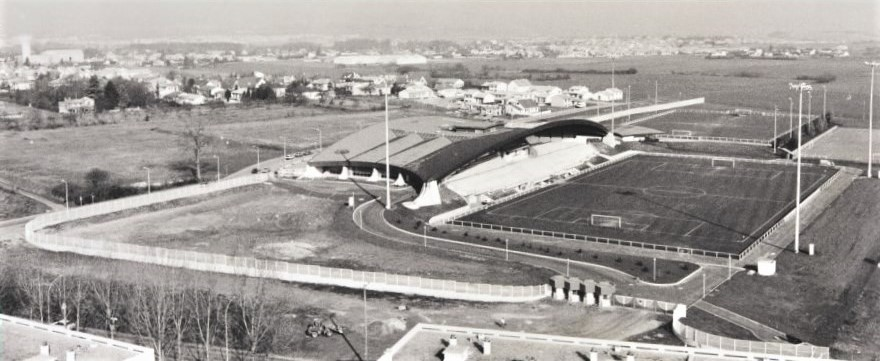
Vue générale du stade de la Pépinière, situé sur la commune de Buxerolles près de Poitiers, lors de son ouverture en 1989.

Le Stade Poitevin Football Club est alors en Division 3 et prend possession de ce stade. La montée du club en Division 2 lors de la saison 1995-1996 oblige la construction de la seconde tribune en face de la tribune d'honneur. Elle permet au stade d'être homologué pour les matches de Ligue 2 et des derniers tours Coupe de France de football mais ne sera jamais utilisée durablement à ce niveau.

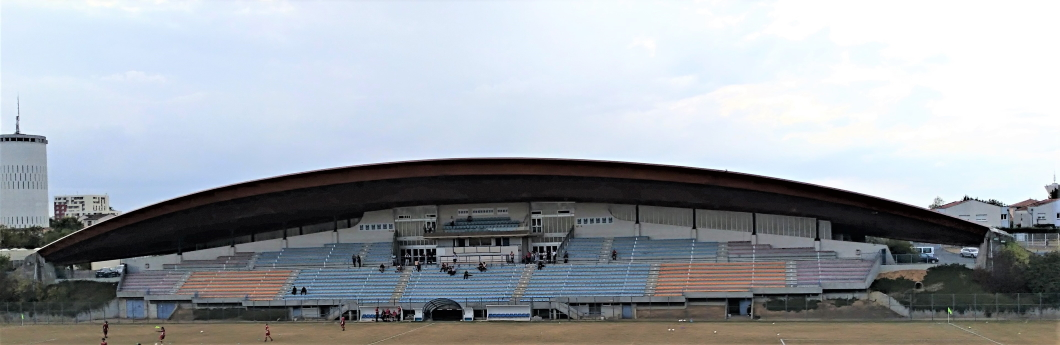
La tribune d'honneur du stade Michel Amand.
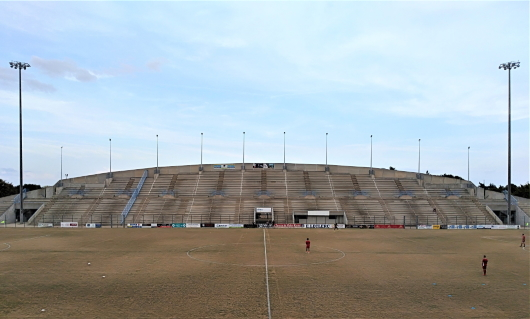
La grande tribune de 5500 places face à la tribune d'honneur et aujourd'hui fermée.
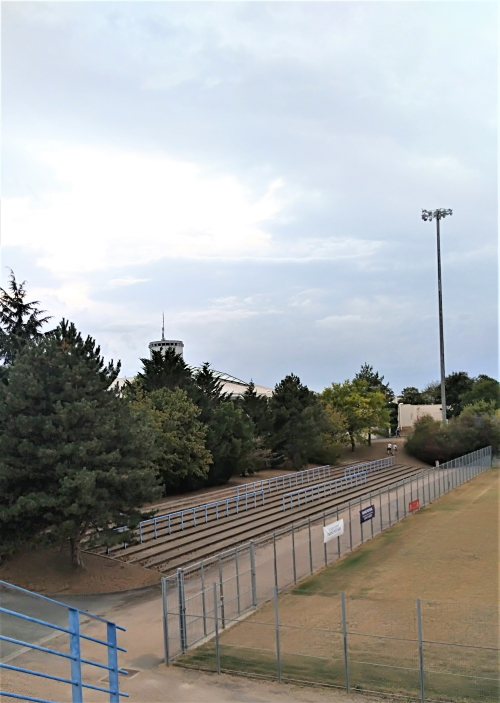
La petite tribune sud debout du stade.

En 2012, le stade est renommé « Complexe sportif Michel Amand », par le conseil de « Grand Poitiers. » Ancien élu décédé en 2010, adjoint aux sports communiste de la ville de Poitiers sous le mandat de l'ancien député-maire socialiste Jacques Santrot, Michel Amand était également vice-président de l'agglomération de 1977 à 1995.
Des travaux de réfection concernant la tribune d'honneur et la pelouse sont effectués en 2015.
Le 19 décembre 2021, le Stade Poitevin Football Club reçoit le RC Lens en Coupe de France à guichés fermés devant seulement 4 876 spectateurs. En effet, la grande tribune découverte a été interdite d’accès après de nouveaux signes d’effritement de la structure béton. La capacité initiale du stade de 12 000 places est ainsi réduite. Ce dernier ne peut désormais accueillir que 6 000 spectateurs et Grand Poitiers n’a pas prévu d’investir de nouveau dans cet équipement avant 2028.
Le 25 janvier 2025, le Stade Poitevin FC, fraichement monté en National 2 y reçoit pour la prèmière fois le Football Club des Girondins de Bordeaux, rétrogradé à ce niveau à la suite de problèmes financiers, pour un derby néo-aquitain où 3 200 spectateurs (dont 850 supporters bordelais) assistent à la rencontre .

## Rencontres importantes
Le premier match télévisé sur le réseau national a eu lieu le 1er février 1998 lors des huitièmes de finale de la Coupe de la Ligue 1997-1998 avec la victoire du Stade Poitevin alors en National face au Havre AC pensionnaire de Division 1
Le stade a connu quelques grandes rencontres de Coupe de France avec :
- La victoire du Stade Poitevin sur l'AS Monaco en seizièmes de finale en 1994-1995
- La défaite du Stade Poitevin contre le Toulouse FC en trente-deuxièmes de finale en 1991-1992

Le stade accueille la finale de la Coupe de France féminine en 2010-2011 opposant Montpellier à Saint-Étienne.
- La défaite d'Angoulême contre l'AJ Auxerre aux tirs au but en quarts de finale en 2002-2003

- La défaite de Limoges contre l'Olympique lyonnais en trente-deuxièmes de finale en 2015-2016

- La défaite (1-2) du Stade Poitevin FC face au Football Club des Girondins de Bordeaux[7], en Championnat de France de football de National 2.

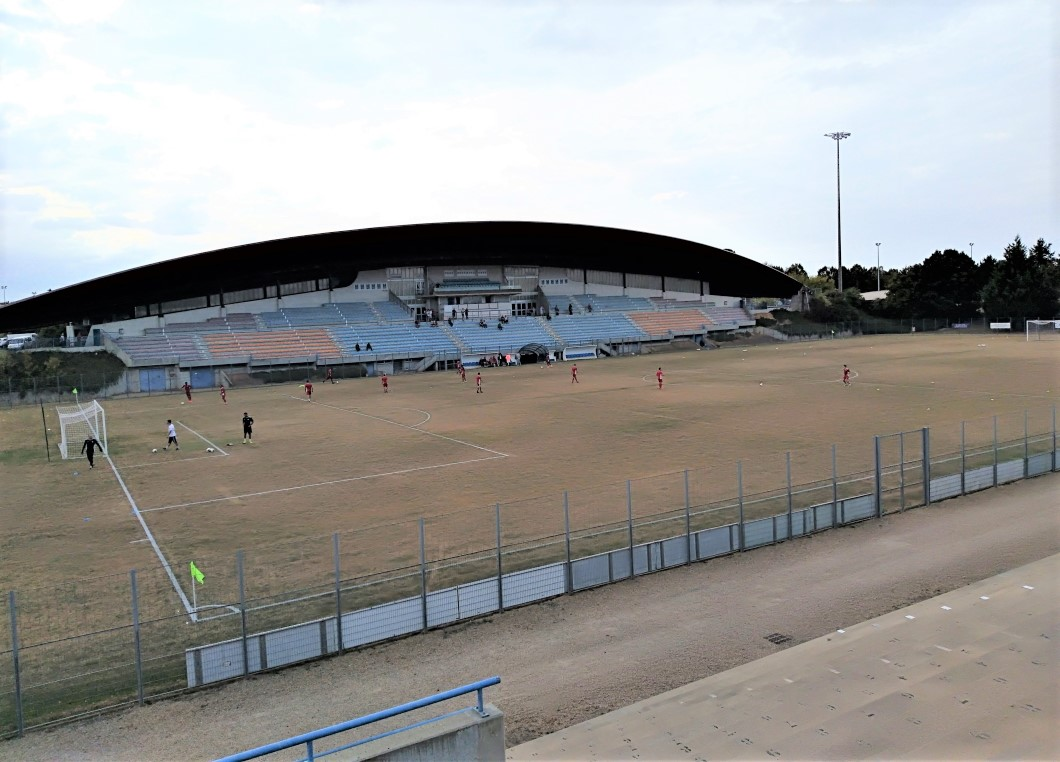
Vue générale du stade Michel Amand en 2019